# Zamek w Żółkwi
Zamek w Żółkwi – znajduje się w południowo-zachodniej części miasta Żółkiew na zachód od Lwowa. Dawna siedziba hetmana Stanisława Żółkiewskiego i rodu Sobieskich.

## Historia
Zamek zbudowano w latach 1594–1610 z woli hetmana wielkiego koronnego Stanisława Żółkiewskiego najprawdopodobniej według projektu Pawła Szczęśliwego. Kamieniarkę opracował Paweł Rzymianin i Ambroży Nutclauss. Budowę prowadziła i nadzorowała żona hetmana. Na skutek małżeństwa Zofii Żółkiewskiej, właścicielem zamku stał się Jan Daniłowicz, a potem jego córka, która wyszła za Jakuba Sobieskiego, ojca późniejszego króla Polski Jana III Sobieskiego.
Zamek w stylu palazzo in fortezza został założony na planie kwadratu o boku około 100 metrów, z czterema czworobocznymi wieżami na narożach (zachowały się tylko trzy). Od strony miasta do zamku prowadziła umieszczona symetrycznie czteropiętrowa wieża z bramą zdobioną herbem Lubicz od zewnątrz i tablicą fundacyjną od strony dziedzińca. Wewnątrz murów znajdowały się cztery dwutraktowe budynki połączone gankami bojowymi z wieżami. Głównym pałacem był budynek znajdujący się na wprost bramy. Drzwi i okna miały profilowane obramienia kamienne, a nad nimi widniały łacińskie sentencje. Pod zamkiem mieściły się dwukondygnacyjne sklepione piwnice. Zamek w pierwszej fazie nosił cechy manieryzmu o weneckich, a także niderlandzkich źródłach. Zamek łączył się z fortyfikacjami miasta, a do jego wschodniej i północnej wieży przylegały odcinki miejskich murów obronnych.
Nad każdym oknem zamku znajdował się napis, w j. łac. , m.in.: FELICITER SAPIT QUI AVENO PERICULO SAPIT; NUNQUAM TEMERITAS SAPIENTIAE COMMISCETUR; VICTORIA A GONSILIO ET VIRTUTE PROFICISCITUR; DUCIS IN CONSILIO POSITA EST VIRTUS MILITUM; RET MILITARIS PRAESTAT VIRTUS CAETERIS OMNIBUS; QUOD CUPIMUS FACILE CREDIMUS. Napis nad bramą wjazdową tak brzmi w j. łac. STANISLAVS ZOŁKIEWSKI CASTELLANVS LEOPOLIEN. EXERCIT. REG. POL. CAMP. DVX NECNON RVBIESZOVIEN. ROHATIN. CAMIONACEN. KAŁVSIEN. MEDICEN. CAPTVS DVM PLVRIBUS BELLIS NAVAT PRAE OPERA OBSVISUOR. ASVBITAN. HOSTIV. INCURSION. TVEN. PRAESIDIVM HOC MONUMENTVM A FVNDAMENTIS ERREXIT. Za zamkiem w 1606 roku umieszczono zwierzyniec.

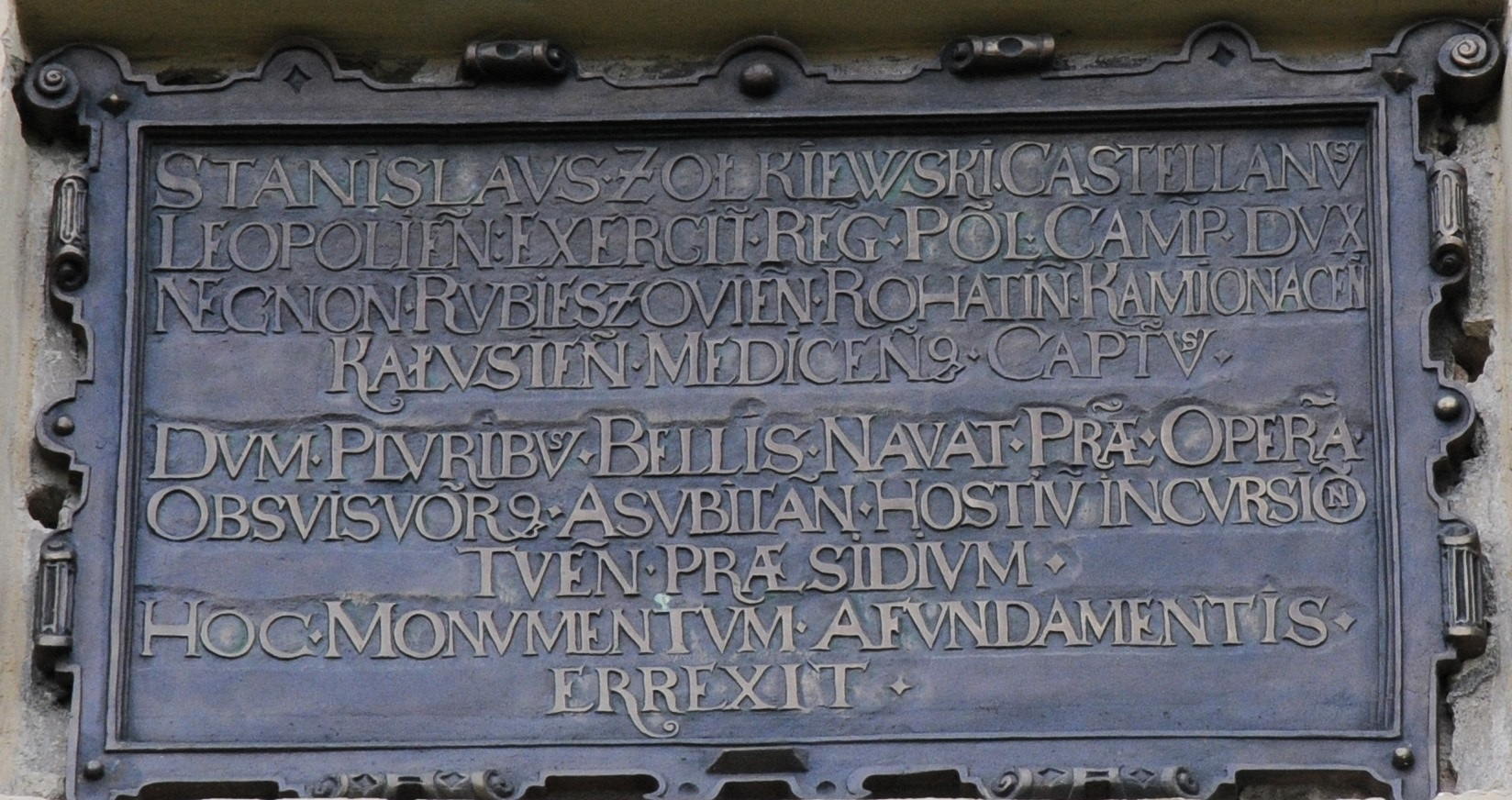
Tablica na zamku

Jan III Sobieski posiadał Żółkiew od 1662 roku, ale zamek przebudował dopiero po 1674 roku otrzymaniu korony królewskiej. Prace były prowadzone pod kierunkiem Piotra Bebera, a wnętrza, nową galerię i portyk kolumnowy z dwubiegowymi schodami zaprojektował prawdopodobnie Augustyn Locci. Zbudowano dwa wieżowe alkierze od strony ogrodu, które miały pierwotnie otwarte podcienia na parterze. Za czasów Sobieskich zamek został przebudowany na wspaniałą rezydencję godną monarchy. M. in. w tym czasie zbudowano przy prawym skrzydle kaplicę.
Po śmierci w 1738 roku Jakuba Ludwika Sobieskiego, w latach 1740–1787 zamek należał do rodu Radziwiłłów, ponieważ żoną wojewody wileńskiego i hetmana polnego litewskiego Michała Kazimierza (zm. 1680) była Katarzyna, siostra króla Jana III. Po 1740 roku hetman wielki litewski Michał Kazimierz Radziwiłł zwany "Rybeńko" zlecił wykonać kolejną przebudowę. Za jego czasów powstał kolumnowy portyk i pomysł ustawienia w nim sześciu rzeźb, co zrealizowano w latach 1741–1742 pod kierunkiem Antonio Castello. Na schodach do portyku na dziedzińcu zamku postawiono sześć rzeźb przedstawiających: Jana Daniłowicza, Hieronima Radziwiłła, Karola Radziwiłła, Jakuba Sobieskiego, Jana III Sobieskiego, Stanisława Żółkiewskiego. Projektant Antonio Castello odbudował także spalone wieże i zbudował pomarańczarnię oraz oficynę. W drugim etapie prace prowadzili Aleksander von Berg i Jakub Fryczyński sprowadzony z Nieświeża. Przebudowano wnętrza w stylu rokoko, rozbudowano krużganki tak, że ciągnęły się na dwu piętrach wzdłuż całego boku naprzeciw wjazdu.
W 1772 roku po rozbiorze, zamek przejęli Austriacy, a w 1787 roku zamek kupił na licytacji Adam Józefowicz-Hlebnicki. W połowie XIX wieku ówczesny właściciel Artur Głogowski rozprzedał resztki wyposażenia i rozebrał część zabudowań m.in. kaplicę i sąsiadującą z nią wieżę, krużganki i wielkie schody. W późniejszych latach budynki zamku były jeszcze kilkakrotnie przebudowywane na cele różnych instytucji.

## Galeria

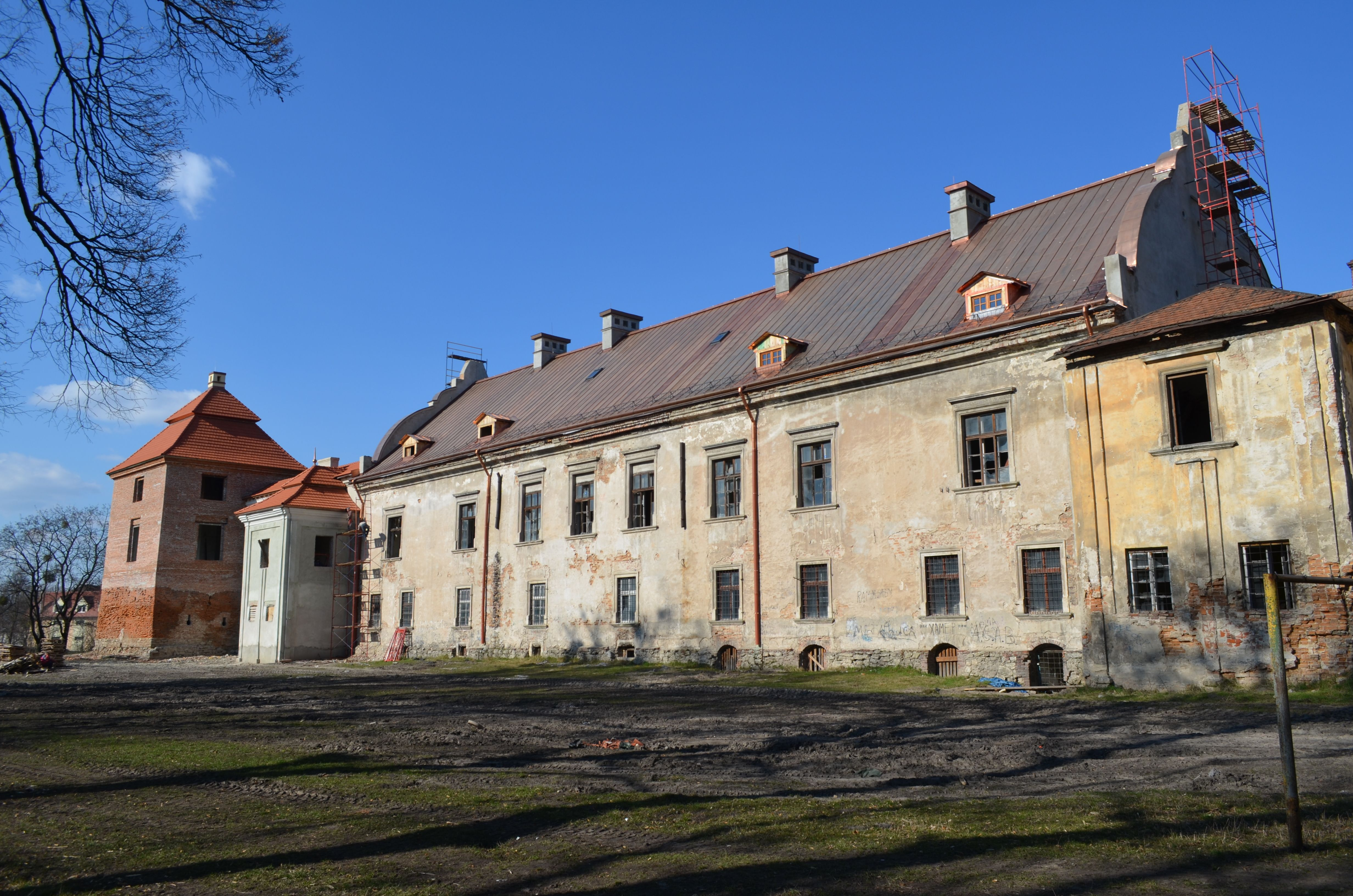
Zamek zewnątrz
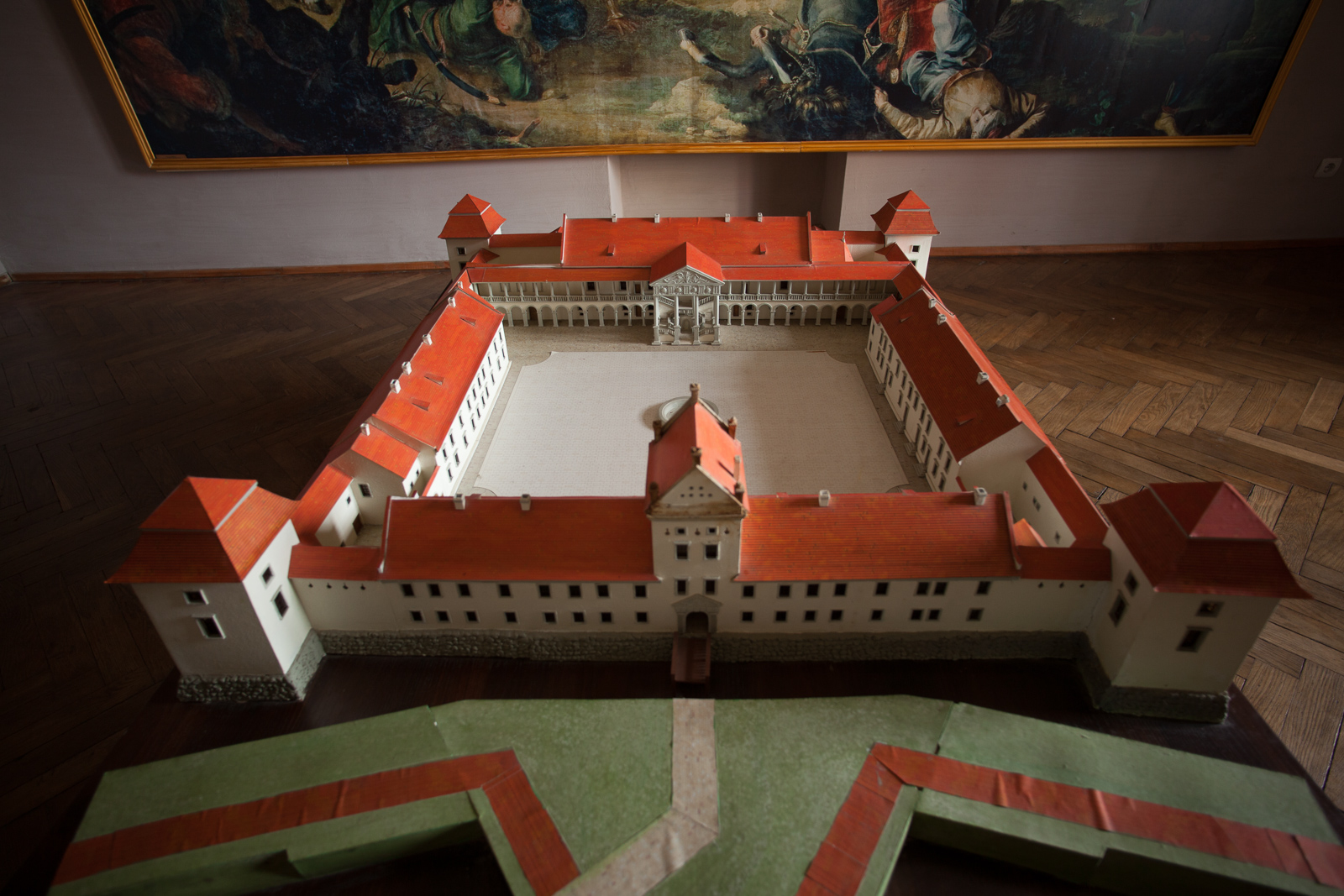
Makieta zamku
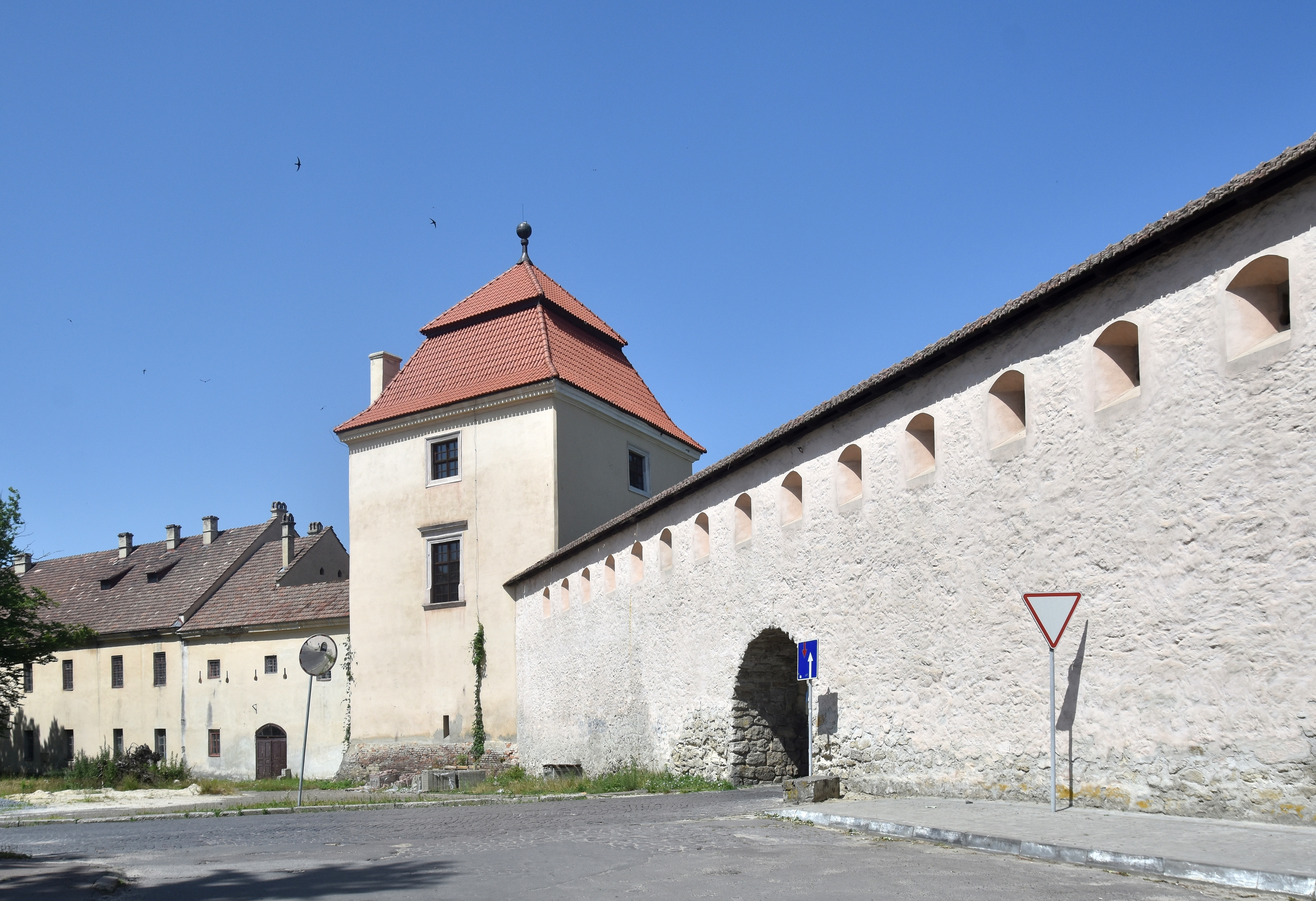
Baszta południowo-wschodnia
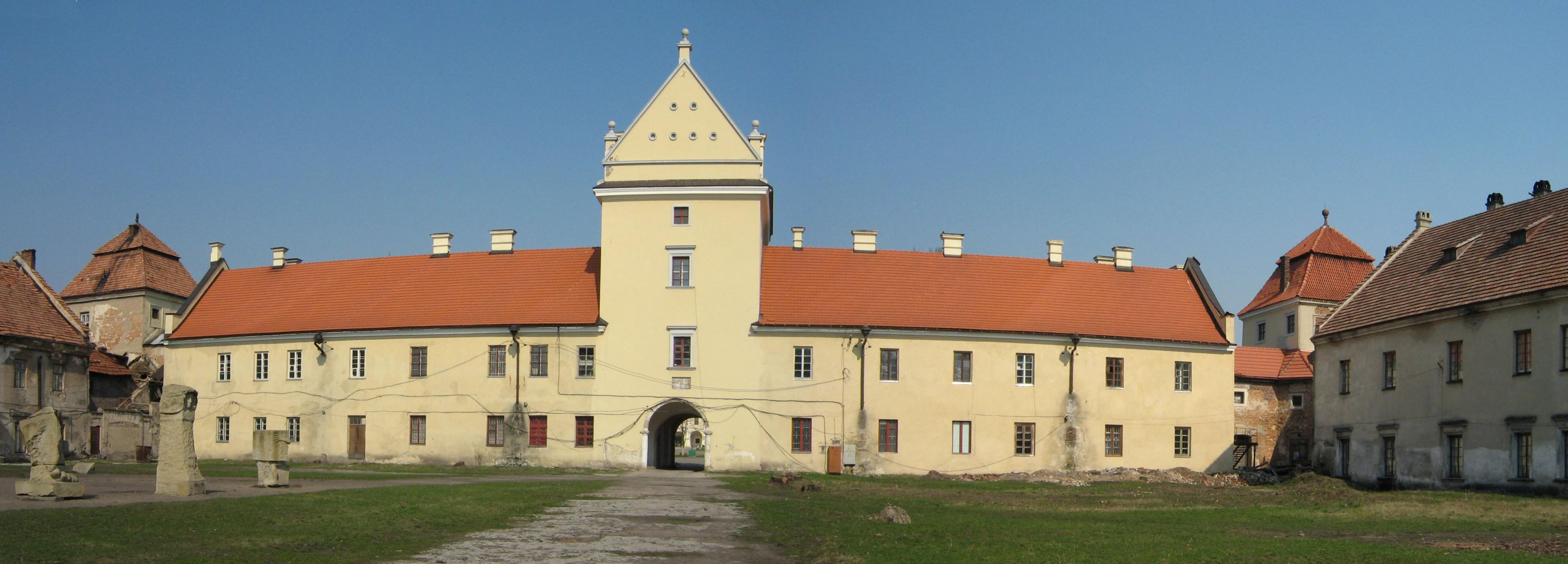
Dziedziniec zamkowy
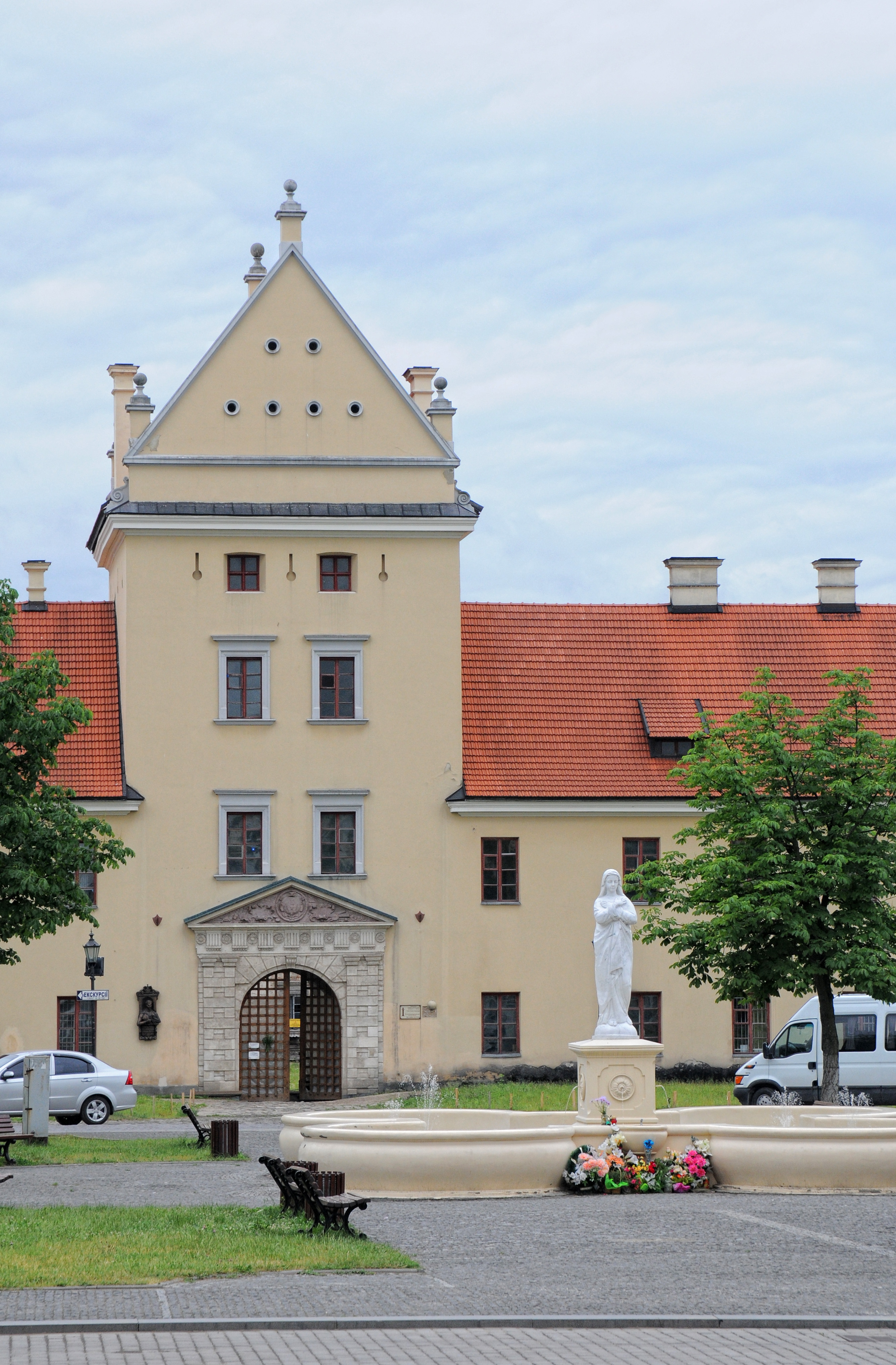
Wejście główne
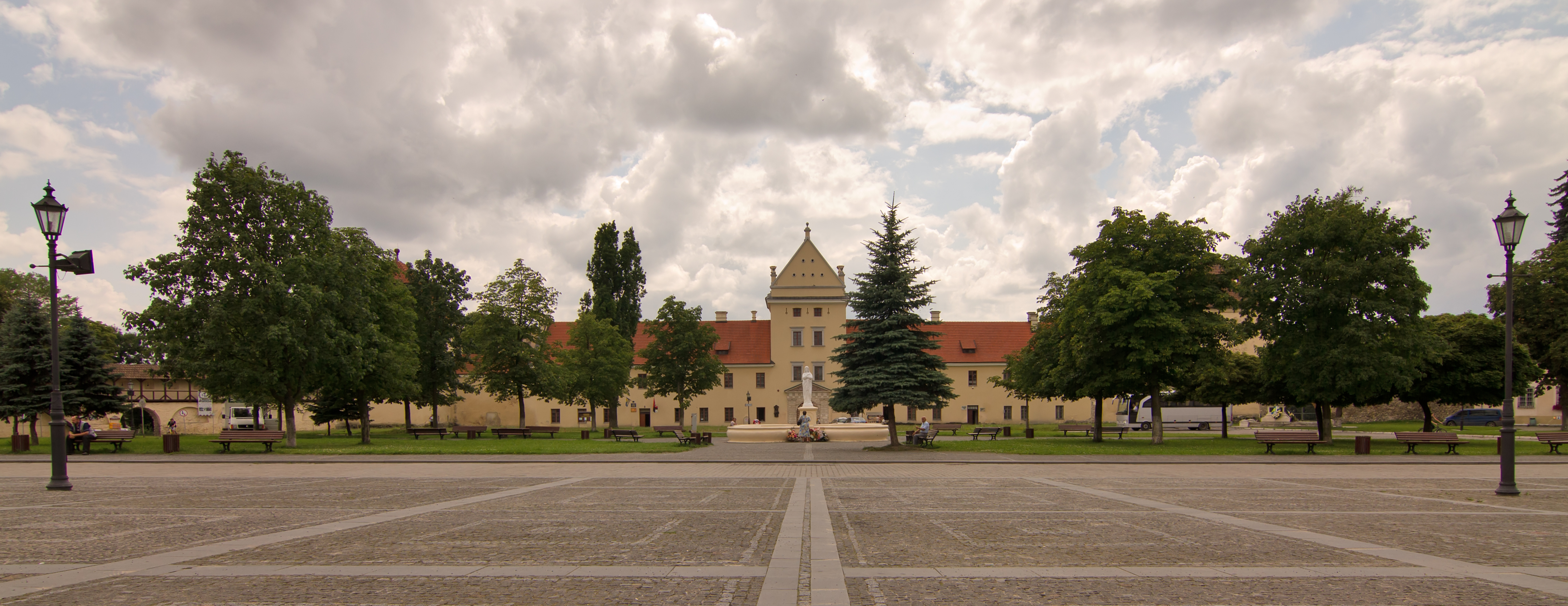
Widok ogólny od strony rynku

Poważne zniszczenia dotknęły zamek w czasie I wojny światowej na skutek spalenia go w 1915 roku przez Rosjan. W okresie II Rzeczypospolitej po częściowej odbudowie w latach 1928–1931 (np. okien i strzelnic) były tu koszary wojskowe, a potem Państwowe Gimnazjum im. Hetmana Stanisława Żółkiewskiego i więzienie grodzkie (w jednej z baszt). W 1936 odbudowano 7 komnat zamku. Od końca września 1939 roku zamek zajmowała Armia Czerwona, która urządziła w nim mieszkania i więzienie. W czerwcu 1941 roku, tuż przed wkroczeniem Niemców, NKWD rozstrzelało trzydziestu czterech więźniów (trzydziestu Ukraińców i czterech Polaków). Ofiary zbrodni upamiętniają znajdujące się na zamku tablice pamiątkowe.
Kolejne prace restauratorskie podjęto w latach 70. XX wieku, a po powstaniu państwa ukraińskiego rozpoczął się kolejny remont zamku prowadzony do dziś. W części zamkowych pomieszczeń znajduje się muzeum.